# Óscar López (guitariste)
Pour les articles homonymes, voir Óscar López.
Oscar Lopez (né en 1953) est un guitariste canadien d'origine chilienne, dont la signature mêle les styles latino et jazz.

## Biographie

### Jeunesse et études
Né à Santiago, au Chili, Oscar Lopez étudie la musique dans le cadre du programme de musique pour les jeunes de l'Université du Chili. Il s'installe au Canada en 1978, d'abord à Winnipeg, au Manitoba, puis à Calgary, en Alberta, en 1981. Il commence à faire carrière dans la musique, d'abord comme guitariste dans un cover band de rock, avant de se produire comme guitariste acoustique de style latino.
Il a été finaliste régional pour l'Ouest canadien au Concours national de Jazz du Festival international de jazz de Montréal, au Québec, en 1987.

### Carrière
Il sort son premier album Hola en 1989. En 1990, lors du festival Northern Lights Boréal, Lopez et l'auteur-compositeur-interprète James Keelaghan se rencontrent pour la première fois et commencent à explorer la fusion de la musique celtique et latine. Le duo entreprend plusieurs tournées ensemble et participe en tant que musicien invité aux albums solo de l'autre avant d'enregistrer en duo deux albums nominés aux prix Juno, Compadres (1997) et ¿Buddy Where You Been? (2007).
Lors de la remise des prix Juno en 1995, Lopez a obtenu sa première nomination pour le meilleur enregistrement global, pour l'album Dancing on the Moon Contigo. Il signe chez Narada Records en 1997. En 1998, Lopez coproduit Volcán : Tributo a José José, un album hommage au chanteur mexicain emblématique José José. Il est nommé dans la catégorie Meilleur artiste instrumental aux prix Juno de 1998, la même année où l'album Compadres est nommé dans la catégorie Meilleur album Roots and Traditional - Groupe.
Lors des prix Juno de 2002, Lopez remporte son premier prix, dans la catégorie du meilleur album instrumental pour Armando's Fire. Il remporte un deuxième prix Juno dans la même catégorie pour Mi Destino/My Destiny lors des prix Juno de 2005. À cette époque, cependant, Lopez prend une pause de deux ans pour faire face à la dépression. En conséquence, Spirit of the West enregistre une chanson en hommage à Lopez, Come Back Oscar, sur leur album Star Trails sorti en 2004. Le 24 juillet de la même année, Lopez apparait sur scène avec Spirit of the West au Calgary Folk Music Festival pour interpréter la chanson ; l'année suivante, il revient sur scène en tant que tête d'affiche du festival.
Après avoir collaboré avec Keelaghan sur l'album ¿Buddy Where You Been? qui a été mis en nomination pour le prix Juno du meilleur album instrumental aux prix Juno de 2008, son prochain projet d'enregistrement est avec Pavlo et Rik Emmett sur l'album Trifecta (2009), crédité sous le nom de P.R.O., le trio fait une tournée en Amérique du Nord pour soutenir le CD, qui a été mis en nomination pour le prix Juno du meilleur album instrumental aux prix Juno de 2010
Lopez sort son dernier enregistrement Apasionado le 21 octobre 2014 en tant qu'artiste indépendant.